# Jožka Černý
Jožka Černý, rodným jménem Josef Černý (* 14. března 1942 Čejč) je jedním z nejznámějších moravských zpěváků lidových písní a je označován za krále lidových písní.

## Ze života
Mnoho let pracoval jako mechanik šicích strojů, automechanik a umělecký kovář.
V roce 1946 byl vybrán, aby zazpíval prezidentu Edvardu Benešovi, který se vracel z exilu a navštívil Hodonín, rodiště T. G. Masaryka. Kromě T. G. Masaryka zpíval Jožka Černý všem československým a českým prezidentům.
Z prvního manželství má dceru Jolanu. Se svou druhou manželkou Ludmilou je ženatý od roku 1965 a mají spolu dvě dcery – Michaelu a Petru.
Ve volném čase se věnuje rekreačně fotbalu, kde obvykle nastupuje na pravém křídle, hraje za exhibiční 11 (Amfora, XI Bolka Polívky aj.), tréninkově hrává na veřejném hřišti „Na Pastvisku“ před svým domem ve Staré Břeclavi a rybaří.
V roce 2004 neúspěšně kandidoval do senátu jako nestraník za ČSSD na Hodonínsku.
Dne 28. října 2020 obdržel od prezidenta republiky Miloše Zemana medaili Za zásluhy o stát v oblasti umění.

## Diskografie
- 1989 Jožka Černý – Populární lidové písně – Supraphon, LP, CD
- 1989 Na horách, na dolách – Multisonic,
- 1992 Když jsem šel z Hradišťa – Multisonic,
- 1993 Lásko bože lásko – Multisonic,
- 1993 Jožka Černý, Anton Gajdoš, Miroslav Dudík – Majorán, majorán – Opus, CD
- 1995 Když jsem byl malučký pacholíček
- 1995 Mikulecká dědina – Multisonic, CD
- 1996 Koledy – Multisonic, CD
- 1997 Okolo Seče – Multisonic, CD
- 1999 Milostné duety – Multisonic, CD
- 2000 Javorové huslenky pěkně hrajú
- 2000 Vínečko bílé aj rudé – Multisonic, CD
- 2001 Ty jsi moja velká láska – Multisonic, CD
- 2002 Vánoce - Jožka Černý – Multisonic, CD
- 2002 Nejmilejší písničky – Multisonic, CD
- 2003 Ej, od Buchlova, Svatební písně – Multisonic, CD
- 2005 Na pěknú notečku – Multisonic, CD
- 2005 Na pěknú notečku 2 – Skleničko ty skleněná – Multisonic, CD
- 2005 Na pěknú notečku 3 – Šohaju šohaju – Multisonic, CD
- 2005 S árií mládnout smíš – Multisonic, CD
- 2006 Moje koně vrané – Multisonic, CD
- 2006 Jožka Černý a jeho nejmilejší písničky – Multisonic, DVD

## Kompilace
- 2005 Slavné duety z operety – Multisonic, CD
- 2007 Nejkrásnější lidové písně, The most beautiful folk songs – Supraphon, CD – 04. Jožka Černý, Jan Míša – Keby ste to/15. Jožka Černý – V Hodoníně/17. Jožka Černý – Když sem šel z Hradišťa/23. Jožka Černý – Seděl sokol
- 2008 Nejlepší česká dechovka všech dob – Universal Music, 2CD

## Ocenění
- 1984 – Vzorný pracovník kultury, Ministerstvo kultury
- 1986 – Zlatý mikrofon, Československý rozhlas
- 2006 – Artis Bohemiae Amicis – za šíření dobrého jména, Ministerstvo kultury
- 2012 – Cena Jihomoravského kraje, Hejtman Jihomoravského kraje

### Ocenění vydavatelství
- 1987 – Zlatá deska za titul Za tú horú, za vysokú, Supraphon
- 1994 – Zlatá deska za titul Na horách na dolách, Multisonic
- 1995 – Platinová deska za titul Když sem šel z Hradišťa, Multisonic
- 1998 – Zlatá deska za titul Skleničko ty skleněná, Multisonic
- 1998 – Zlatá deska za titul Okolo Seče, Multisonic
- 2000 – Zlatá deska za titul S árií mládnout smíš, Multisonic
- 2003 – Zlatá deska za titul Když sem byl malučký pacholíček, Multisonic
- 2003 – Platinová deska za titul S árií mládnout smíš, Multisonic
- 2003 – Čtyřnásobná platinová a zlatá deska za titul Když sem šel z Hradišťa, Multisonic
- 2011 – Zlatá nota za několik CD titulů, Multisonic
- 2012 – Diamantová deska za 420 000 prodaných CD titulů, Multisonic
- 2014 – Diamantová deska za 500 000 prodaných CD, MC, DVD titulů, Multisonic